# A buen fin no hay mal principio
A buen fin no hay mal principio, también traducida como Bien está lo que bien acaba (inglés: All's Well That Ends Well), es una obra de teatro de William Shakespeare.
Se piensa que Shakespeare escribió esta obra aproximadamente entre 1601 y 1605, junto con la titulada Medida por medida. A estas dos obras se las llamó "comedias oscuras" por el hecho de no entrar en ninguna categoría y tener un final que se pueda decir inteligible. La acción de esta obra está situada en lugares que al autor le parecían exóticos: París, Florencia y el Rosellón.
Los temas que se abordan son el amor y el poder. Los dos personajes centrales, Elena y Beltrán, tratan de encontrar el mecanismo apropiado para llegar al objeto de su deseo. Se da a conocer al espectador una exposición de los medios que el hombre puede llegar a utilizar para conseguir sus fines.

## Escenarios
Rosellón, París, Florencia, Marsella.